# Hugo Steinhaus
Władysław Hugo Dionizy Steinhaus (Jasło, Galicia, 1887. január 14. – Wrocław, 1972. február 25.) lengyel matematikus, pedagógus, a lwówi matematikai iskola kiemelkedő képviselője.

## Életpálya
1911-ben a göttingeni egyetemen David Hilbert professzor irányítása mellett PhD diplomát szerzett. A Lwów Egyetem professzora, a matematikai iskola megteremtője. A második világháborút követően jelentős szerepe volt a lengyel matematika újjáépítésében. A játékelmélet valószínűségszámításának egyik elméleti kidolgozója. Munkáiban nagy érdeklődést mutatott a matematika más tudományokban való alkalmazási lehetőségei iránt, mint például a biológiában, orvostudományban, elektrotechnikában, geológiában és statisztikában.

## Kutatási területei
Ortogonális sorokkal, funkcionálanalízissel, valószínűségszámítással és játékelmélettel foglalkozott.

## Írásai
- a lengyel Studia Mathematica című folyóirat alapítója és szerkesztője,
- 170 tudományos cikk és könyv készült aktív pályafutása során,
- a Matematikai kaleidoszkóp (Mathematical Snapshots) című könyvét számos nyelvre lefordították,

## Szakmai sikerek
Róla és Stefan Banach matematikusról nevezték el a Banach-Steinhaus tételt